# 8075 Roero
8075 Roero este un asteroid din centura principală de asteroizi.

## Descriere
8075 Roero este un asteroid din centura principală de asteroizi. A fost descoperit pe 14 august 1985 la Stația Anderson Mesa de Edward L. G. Bowell. El prezintă o orbită caracterizată de o semiaxă mare de 3,20 ua, o excentricitate de 0,21 și o înclinație de 11,6° în raport cu ecliptica.